# Michy Batshuayi
Michy Batshuayi (Bruxelas, 2 de outubro de 1993) é um futebolista belga que atua como atacante. Atualmente joga pelo Eintracht Frankfurt.

## Clubes

### Standard de Liège
Michy Batshuayi jogou nas categorias de base da RFC Evere, RUSAS Schaerbeek, FC Bruxelas e RSC Anderlecht, ele se juntou ao Standard de Liège em 2008, aos quatorze anos de idade. Em 20 de fevereiro de 2011, Batshuayi fez sua estreia na equipe principal sob o comando do técnico Dominique D'Onofrio durante a viagem ao KAA La Gantoise.
Sua melhor época foi no Standard Liège, quando fez 120 jogos, 44 gols e deu 13 assistências.

### Olympique de Marseille
Atuou no Standard de Liège até 26 de junho de 2014, quando foi contratado pelo Olympique de Marseille por cinco temporadas.

### Chelsea
Apenas dois anos depois de assinar com os franceses, em julho de 2016, o Chelsea o adquiriu também por cinco anos.
| “                                                 | Estou muito feliz por assinar por um dos maiores clubes da Europa e iniciar um novo capítulo na minha carreira. Espero poder ajudar o Chelsea a ganhar muitos troféus durante a minha permanência em Stamford Bridge. | ” |
| — Michy Batshuayi, em entrevista de apresentação. | |   |

### Borussia Dortmund
Michy Batshuayi foi emprestado entre janeiro de 2018 ao Borussia Dortmund.
Michy Batshuayi sofreu uma lesão no tornozelo e abandonou o relvado de maca no dérbi contra o Schalke 04, no qual o Borussia perdeu por 2-0. O que o deixou de fora até ao fim da época e assim encerrando sua passagem por Dortmund, onde  marcou seis golos em 14 jogos.

### Valencia
Michy Batshuayi voltou a ser emprestado pelo Chelsea. Em 10 de agosto de 2018, o clube londrino anunciou que acertou o empréstimo do belga para o Valencia, em acordo fechado por uma época.
Batshuayi foi ao Mestalla com expetativas de dar um salto na carreira, mas,  ao fim de seis meses,  não se firmou e deixou o Valência.[carece de fontes?]

### Crystal Palace
Em 1 de fevereiro de 2019 chegou por empréstimo ao Crystal Palace junto ao Chelsea até o final da temporada 2018/19, pela cessão o Palace pagou  £1 milhão.
Em 10 de setembro de 2020, o Crystal Palace acertou novamente a contratação de Batshuayi por empréstimo de um ano.

### Beşiktaş
O Beşiktaş anunciou a contratação de Michy Batshuayi, em 18 de agosto de 2021, ele foi emprestado pelo ao Chelsea até o final d a temporada 2021/22.
Encerrou sua passagem no Besiktas por empréstimo dos blues ao final da temporada. Onde fez 42 jogos, marcou 14 golos e fez quatro assistências.

### Fenerbahçe
O Fenerbahçe anunciou em 2 de setembro de 2022, um acordo para a contratação de Batshuayi, do Chelsea.

### Galatasaray
Em Julho de 2024, Batshuayi foi anunciado no Galatasaray.

## Seleção Belga
Estreou pela Seleção Belga principal em 28 de março de 2015 em partida contra Chipre válida pelas Qualificações para a Eurocopa 2016, quando também marcou um gol.

## Títulos
Chelsea
- Premier League: 2016–17

Beşiktaş
- Supercopa da Turquia: 2021

Fenerbahçe
- Copa da Turquia: 2022–23

### Prêmios individuais
- Chuteira de Ébano da Bélgica: 2014